# Domodedovo Airlines
Domodedovo Airlines (Russisch: ОАО «Авиакомпания «Домодедовские авиалинии») was een Russische luchtvaartmaatschappij met haar thuisbasis op het luchthaven Domodedovo van Moskou.
Vanuit dit vliegveld worden lijn- en charterdiensten onderhouden binnen Rusland en naar bestemmingen in Azië en Europa.

## Geschiedenis
Vanuit Aeroflot's Domodedovo productions and flying unit is in 1993 Domodedovo Airlines of Domodevoski Avialinii ontstaan.
In 2004 is samen met KrasAir, Sibaviatrans, Samara Airlines en Omskavia de alliantie AirBridge gevormd die in 2005 de nieuw naam AiRUnion kreeg.

## Diensten
Domodedovo Airlines voert lijndiensten uit naar: (juli 2007)
Binnenland:
Anadyr, Blagovesjtsjensk, Chabarovsk, Magadan, Moskou, Krasnojarsk, Petropavlovsk, Vladivostok, Jakoetsk, Joezjno-Sachalinsk.
Buitenland:
Bakoe, Peking, Buchara, Doesjanbe, Fergana, Gəncə, Karaganda, Kostanaj, Samarkand, Simferopol, Tasjkent.

## Vloot
De vloot van Domodedovo Airlines bestaat uit:(september 2011)
- 1 Iljoesjin Il-96-300

Daarnaast worden van de partnermaatschappijen van Air Union vliegtuigen bijgehuurd van de types: IL-86,B-767,B-737 en TU-204.